# Consejo Legislativo de Hong Kong
El Consejo Legislativo de la Región Administrativa Especial de Hong Kong (en chino: 香港特別行政區立法會: Xiānggǎng tèbié xíngzhèngqū lìfǎ huì; en inglés: Legislative Council of the Hong Kong Special Administrative Region), también conocido como Parlamento de Hong Kong, es la legislatura parlamentaria unicameral de la Región Administrativa Especial de Hong Kong.
La legislatura es un cuerpo electo de manera semi-democrática que consta de 70 miembros, 35 de los cuales son elegidos directamente a través de cinco circunscripciones geográficas (GC) bajo el sistema de representación proporcional con el método de resto mayor y cuota Hare, mientras que los otros son elegidos indirectamente a través de circunscripciones funcionales basadas en el comercio (FCs) con electorados limitados. Bajo el paquete de reforma constitucional aprobado en 2010, hay cinco nuevas circunscripciones funcionales del Consejo de Distrito (Segundo) nominadas por los Concejales de Distrito y elegidas por el electorado de todo el territorio. 

## Historia
El Consejo Legislativo se estableció por primera vez en 1843 en virtud de la Carta de la Colonia Británica de Hong Kong como consejo consultivo del Gobernador.  Las facultades y funciones del poder legislativo se ampliaron a lo largo de su historia. En la actualidad, las principales funciones del Consejo Legislativo son promulgar, enmendar o derogar leyes; examinar y aprobar presupuestos, impuestos y gastos públicos; y plantear preguntas sobre la labor del gobierno.  Además, el Consejo Legislativo también está facultado para aprobar el nombramiento y la destitución de los jueces del Tribunal de Última Instancia y del Presidente del Tribunal Superior, así como para impugnar al Jefe del Ejecutivo de Hong Kong. 
Antes de la transferencia de soberanía de Hong Kong en 1996, el Gobierno de la República Popular China estableció unilateralmente en Shenzhen un Consejo Legislativo Provisional (PLC), en lugar de la legislatura colonial elegida en 1995.  El PLC se trasladó a Hong Kong y reemplazó a la legislatura después de la Transferencia de Soberanía de 1997, hasta las próximas elecciones generales de 1998.  Desde el año 2000, los mandatos del Consejo Legislativo son de cuatro años. 

## Legislación
El artículo 68 de la Ley Básica de Hong Kong establece que el objetivo final es la elección de todos los miembros del Consejo Legislativo por sufragio universal.  Este y un artículo similar sobre la elección del Jefe del Ejecutivo han hecho del sufragio universal para el Consejo y del Jefe del Ejecutivo la cuestión dominante en la política de Hong Kong. 
- Datos: Q19208
- Multimedia: Legislative Council of Hong Kong / Q19208